# ارمنی‌ستیزی در جمهوری آذربایجان

ارمنی‌ستیزی در جمهوری آذربایجان از آغاز قتل‌عام ۶ فوریهٔ ۱۹۰۵ در باکو آغاز شده و در واقع دنبالهٔ سیاست نسل‌کشی ارمنیان در ترکیه می‌باشد. امروز احساسات ضد ارمنی در جمهوری آذربایجان گسترده‌است. بر طبق گزارش کمیسیون اروپا علیه نژادپرستی و عدم تحمل، ارمنی‌های جمهوری آذربایجان، «آسیب‌پذیرترین گروه در جمهوری آذربایجان در زمینهٔ نژادپرستی و تبعیض نژادی است.»
بر اساس یک نظرسنجی در سال ۲۰۱۲ میلادی ۹۱ درصد از مردم جمهوری آذربایجان، ارمنستان را به عنوان «بزرگ‌ترین دشمن جمهوری آذربایجان.» می‌دانستند.
واژهٔ «ارمنی» (erməni) به‌طور گسترده به عنوان یک توهین در جمهوری آذربایجان استفاده می‌شود. «به عنوان کلیشه‌ای منفی در مورد ارمنیان در اکثر رسانه‌های گروهی در جمهوری آذربایجان می‌باشد.»

## تاریخ

اجساد ارمنی‌های باکو در کلیسا

قتل‌عام باکو قتل‌عامی بود که در سال‌های ۶ فوریهٔ ۱۹۰۵ میلادی و ۱۵ سپتامبر ۱۹۱۸ و ۱۳ ژانویهٔ ۱۹۹۰ میلادی علیه ساکنان ارمنی‌تبار شهر باکو توسط سربازان جمهوری آذربایجان انجام گرفت. در حقیقت کشتار ۱۹۹۰ ادامهٔ کشتارهای مشابهی بود که پان‌ترکیست‌ها در سال‌های ۱۹۰۵ و ۱۹۱۸ میلادی علیه ارامنه در باکو به مورد اجرا گذاشته بودند.
بعد از قتل‌عام ارمنی‌های باکو سیاست ارمنی ستیزی و پاکسازی قومی ادامه داشته و در سال ۱۹۲۰ میلادی کشتار شوشی رخ داد.
کشتار شوشی واقعه‌ای بود که در سال ۱۹۲۰ میلادی توسط سربازان آذربایجانی علیه ارمنی‌تبار شهر شوشی صورت گرفت و برآورد می‌شود که نزدیک به ۳۰٬۰۰۰ نفر از مردم ارمنی این شهر توسط نیروهای آذربایجانی به قتل رسیده باشند.

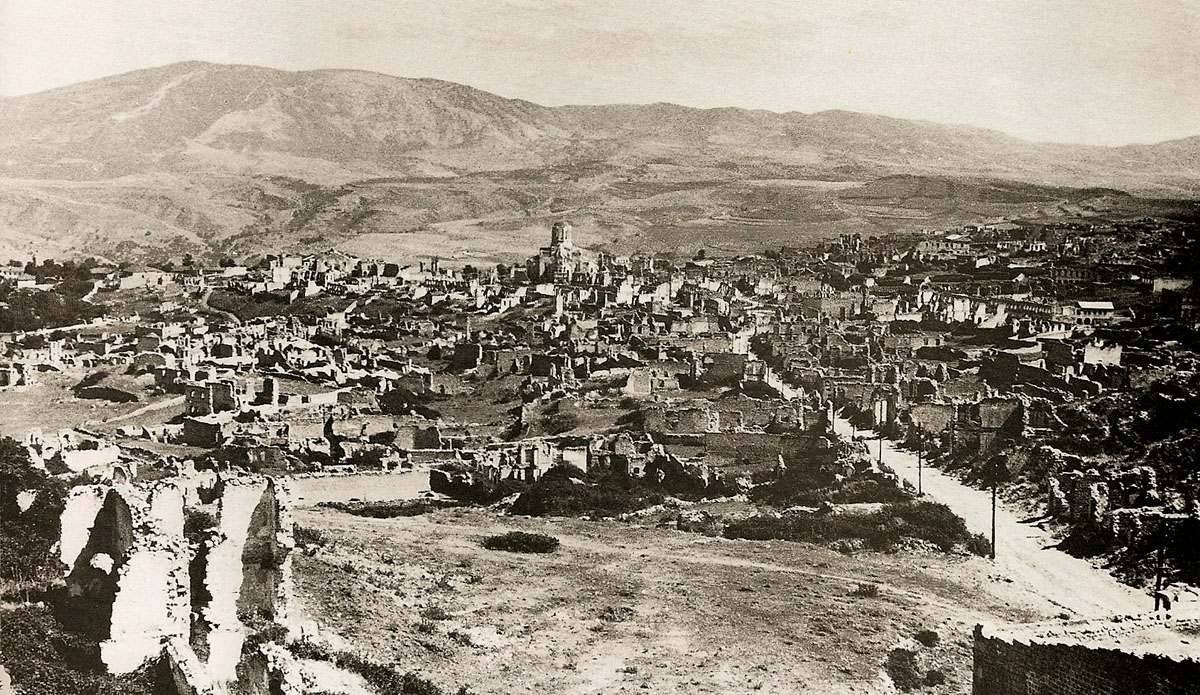
شوشی پس از ویرانی

بعد از کشتار شوشی قتل‌عام گنجه صورت می‌گیرد که ادامهٔ همان سیاست قوم‌ستیزی و ارمنی‌ستیزی بوده‌است.
قتل‌عام گنجه یا قتل‌عام کیروف‌آباد کشتاری بود که در نوامبر ۱۹۸۸ میلادی توسط نیروهای آذربایجانی علیه مردم ارمنی‌تبار شهر گنجه صورت گرفت. علی‌رغم تلاش سربازان روسی برای جلوگیری از وقوع این قتل‌عام بیش از ۱۳۰ نفر از ساکنان ارمنی این شهر کشته و بیش از ۲۰۰ نفر نیز مجروح شدند.
کشتار سومقاییت و تکرار وقایع خونی آن در جمهوری آذربایجان، در سال‌ها ۱۹۸۸ تا ۱۹۹۲ میلادی، که با حملهٔ مسلحانه به ارمنیان قره‌باغ در سال‌های ۱۹۹۲ تا ۱۹۹۴ م به اوج خود رسید، ریشه‌های روانی و تاریخی‌ای دارد که در جمهوری آذربایجان غیرعادی نیست. درست است که تحریکات هدفمند یکی نیروی خارجی در این ماجرا دخیل است، لیکن علت زیر بنایی آن جنایات، همانا تعصبات، نفرت‌ها و کوته‌فکری‌های ضد ارمنی است.
کشتار سومقاییت آغازگر جنگ قره‌باغ بود. ارمنیان قره‌باغ و ارمنستان برای دفاع از خاک قره‌باغ و جلوگیری از نسل‌کشی دیگری که شبیه آنچه که در ترکیه صورت گرفت اقدام به دفاع از مردم خود نمود و باعث آغاز جنگ قره‌باغ شد.
سهل‌انگاری جوامع حقوقی بین‌المللی، و بی‌اعتنایی مقامات دولتی و قضایی اتحاد جماهیر شوروی سوسیالیستی به کشتار و چپاول ارمنیان سومقاییت، موجب شد عاملان آن از مجازات‌های کیفری مصون بمانند و به تکرار جنایاتشان بی‌اندیشند. به‌خصوص در روز ۹ ژانویه، صدها ارمنی بی‌دفاع و بی‌گناه، قربانی ارمنی‌ستیزی جنون‌آمیز ملی‌گرایان جمهوری آذربایجان شدند.
در ماه مهٔ ۱۹۸۸، مقامات ارشد کمونیسم محلی شهر شوشی، ارمنیان بومی را از محل کار و اقامتشان بیرون راندند. در سپتامبر همان سال، ارمنی‌های بسیاری در خواجه‌لی کشته و مجروح شدند. در ماه‌های نوامبر و دسامبر ۱۹۸۸، کشتار ارمنیان در سراسر جمهوری آذربایجان فراگیر شد و شهرهای باکو، کیروف‌آباد (گنجه) شهرستان شماخی، شهرستان شمکیر، مینگه چویر و نخجوان صحنهٔ قتل و غارت ارمنی‌ها شدند.
بیش از ۴۰ ناحیهٔ ارمنی‌نشین، در شمال قره‌باغ، شامل خان‌لر (گوی‌گول)، کارهاد (شهرستان داش کسن)، شمخور، شهرستان گدابیگ، و ۴۰٬۰۰۰ نفر سکنهٔ ارمنی شهر کیروف‌آباد (گنجه) به اجبار خانه و کاشانه‌شان را ترک کردند.
پس از آن، به جز بخش خودمختار قره‌باغ منطقهٔ شاهومیان و چهار روستای منطقهٔ خان‌لر (گتاشن، مارتوناشن، آزاد و کامو) ارمنیان مقیم جمهوری آذربایجان بسیار کاهش یافتند. اکثر ارمنی‌ها در باکو اقامت داشتند و در آن زمان حدود ۵۰٬۰۰۰ نفر می‌شدند، در صورتی که درآغاز سال ۱۹۸۸، قریب به ۲۱۵٬۰۰۰ نفر ارمنی در باکو زندگی می‌کردند.
ضرب و شتم، کشتار، غارت، و یورش به ارمنی‌ها در سال ۱۹۸۹ م. هم ادامه یافت و در این زمینه نیز برآورد دقیقی از خسارات جانی و مالی در دست نیست. در ماه‌های اوت، سپتامبر، و دسامبر ۱۹۸۹، ارمنیان آماج حملات غیرمنتظرهٔ آذری‌ها شدند و مردم وادار به ترک باکو شدند. کار به جایی رسید که براساس برخی محاسبات، در ژانویه ۱۹۹۰، حدود ۳۰ تا ۳۵ هزار نفر ارمنی در باکو باقی‌مانده بودند و آن‌ها نیز اکثراً سالمندان و ناتوانانی بودند که راه گریز نداشتند و مجبور بودند اوضاع را تحمل کنند.
در طول جنگ قره‌باغ کشتار دیگری رخ داد که کشتار ماراقا بود.
کشتار ماراقا واقعه‌ای بود، که منجر به کشتار مردم ارمنی‌تبار روستای ماراقا توسط سربازان جمهوری آذربایجان شد. روستای ماراقا یکی از بزرگ‌ترین روستاهای قره‌باغ بود. این کشتار در آوریل ۱۹۹۲ میلادی و در طول جنگ قره‌باغ اتفاق افتاد. در این واقعه دست‌کم ۴۰ نفر ارمنی کشته و بیش از ۴۳ نفر نیز ربوده شدند.

## عملیات حلقه
عملیات حلقه (به انگلیسی: Operation Ring)،(به روسی: Операция «Кольцо») نام رمز عملیاتی است که از ۳۰ آوریل تا ۱۵ مهٔ ۱۹۹۱ میلادی، نیروهای امنیت داخلی شوروی و وزارت امور داخلی جمهوری شوروی آذربایجان توسط نیروهای ویژه موسوم به OMON,لشکر چهارم شوروی و گروهان ۲۳ نیروهای زرهی، که مجهز به تانک، بالگردهای نظامی و توپخانه بودند به بهانهٔ خلع سلاح کردن نیروهای فدایی ارمنی (گروهای داوطلب ارمنی) و چک کردن پاسپورت، به شهرهای شوشی، شاهومیان، هادروت، مارتاکرت و به ۲۴ روستا حمله کردند.
طی این حمله صدها غیرنظامی زخمی و کشته شدند و هزاران نفر از شهرها و روستاهای خود اخراج شدند. برخی از نویسندگان این اقدام مشترک شوروی و جمهوری سوسیالیستی شوروی آذربایجان را پاکسازی قومی نامیدند؛ که با نقص گسترده حقوق بشر همراه بوده‌است.

## وقایع خوجالی
بر اساس ادعای ارمنیان حادثهٔ مورد ادعای (خوجالی) با هدف تحت‌الشعاع قرار دادن قتل‌عام‌های ارامنه توسط جمهوری آذربایجان در سومقاییت، گنجه و باکو و ماراقا که در طول جنگ قره‌باغ اتفاق افتاد (که همگی سال‌ها پیش از حادثهٔ مورد ادعا دربارهٔ خوجالی رخ داده‌اند) مطرح می‌شوند.
- کشتار خوجالی در منابع مستقل

نگرانی دولت‌های خارجی از دستیابی جمهوری آذربایجان به تسلیحات و مهمات باقی‌مانده شوروی در قلمرو آن کشور بود. رافی هُوانسیان، در مسکو و در حضور آندره کوزیراف، حسین آقا صدیق اف، همتای آذربایجانی خود، را به قبول استقرار نیروهای کلاه آبی سازمان ملل یا نیروهای صلح مشترک کشورهای تازه استقلال یافته ترغیب می‌کرد.
در ۲۵ فوریه ۱۹۹۲م، لوون تر-پتروسیان، بار دیگر خواستار دخالت رهبران چهارده کشور جهان برای جلوگیری از تشدید جنگ از سوی جمهوری آذربایجان و خصوصاً اقدامات بازدارندهٔ روسیه در دستیابی آذربایجان به تسلیحات به جای مانده از روزهای حکومت شوروی در آن کشور شد. اعتقاد راسخ بر آن بود که ارمنستان هیچ گونه ادعای مرزی ندارد و حل مناقشهٔ آرتساخ فقط در بطن مذاکرات مستقیم دولت آذربایجان و کادر رهبری قره‌باغ ممکن است.
دخالت، میانجی‌گری و وساطت سازمان‌ها و دولت‌های دیگر مانع ادامه و تشدید خون‌ریزی نشد چرا که شاید فاجعهٔ جنگ همیشه هم‌زمان با مذاکرات صلح به اوج خود می‌رسد. رخدادهای خوجالو نیز از این قاعده مستثنا نبود.
خوجالی مسلماً گواه اسف بارترین رخدادهای مناقشهٔ قره‌باغ بوده‌است. درطی هیچ‌یک از عملیات جنگی این تعداد از افراد بی‌دفاع، خصوصاً زنان و کودکان، کشته نشده بودند. شمار کشته‌شدگان تا به امروز نیز به درستی اعلام نشده‌است.
دولت جمهوری آذربایجان از ۱۹۸۸ م. ترک‌های مسختی اخراج شده از ازبکستان را در خوجالی اسکان داده بود.
نیروهای جمهوری آذربایجان مستقر در خوجالی توسط ب‌ام-۲۱ گراد و راکت اندازها شهر استپاناکرت را مورد هدف قرار می‌داد. در استپاناکرت بیش از ده‌ها نفر از ساکنان شهر جان خود را از دست دادند و زخمی شدند. ۴٬۵۰۰ بمب، از جمله سه هزار موشک گراد، در طول فقط چند ماه بیش از ۸۰ در صد شهر استپاناکرت را ویران کرده بود. تعداد تلفات ۱۱۱ نفر و زخمی‌ها ۳۳۲ نفر از بین ساکنان شهر گزارش شد.
روبرت کوچاریان، بر این اعتقاد بود که دو طرف درگیری معمولاً عملیات خود را از مناطق مسکونی دور نگه می‌دارند ولی ارتش آذربایجان خوجالو را مرکز عملیات تهاجمی خود قرارداده بود و از چهار ایستگاه موشکی گراد مستقر در این شهر اقدام به بمباران مداوم شهر استپاناکرت می‌کرد.
شلیک موشک‌ها از مرکز مسکونی شهر خوجالی، بنابر قانون جنگ، خود شهر خوجالو را به هدف اصلی آتش دشمن تبدیل کرد و طبیعتاً منجر به قتل ساکنان بی گناه شهر شد.
ساموئل بابایان، از فرماندهان قره‌باغ، تعبیر دیگری از رخدادها داشت. او می‌گوید که:
«بستر رودخانه کارکار به منزله دالان امن خروج ساکنان غیرنظامی از خوجالو به طرف شهرستان آقدام، از سوی رزمندگان ارمنی مشخص شده بود و از آن محافظت می‌شد.
آنچه که انتظارش نمی‌رفت اتفاق افتاد. ساکنان بی دفاع خوجالو، که از میان سنگرهای ما درطول دالان امن خروج به سمت شهر آقدام در حرکت بودند، از رو به رو با آتش سربازان جبهه ملی آذربایجان، که از طرف شهر آقدام به طرف ما گشوده شده بود، مواجه شدند.»
در ادامه می‌نویسد: «شرایط برای جلوگیری از خروج شش هزار تن از ساکنان بی دفاع و کشتار دسته جمعی آن‌ها برای ما فراهم بود ولی فرماندهی ما به عمد عملیات را برای چند روز به تعویق انداخت و دالان فرار را برای ساکنان غیر مسلح خوجالو فراهم کرد.»
طبق اطلاعاتی که (ویلسون گور)، مورخ کانادایی ارائه می‌دهد، نیروهای آذری مستقر در آقدام نیز اشتباهاً بر روی این بخت برگشته‌ها آتش گشودند. باید توجه داشت که این عملیات در منطقه وسیعی در هنگام شب صورت می‌گرفته و تشخیص افراد مسلح از غیرمسلح اساساً غیرممکن و امکان اشتباه از سوی هر دو طرف زیاد بود.
چنگیز مصطفی یف می‌نویسد: «بسیار امکان داشته که واحدهای مسلح آذری مستقر در آقدام کوچ کنندگان را در تاریکی شب با مهاجمان ارمنی اشتباه گرفته و به روی آن‌ها آتش گشوده‌اند. سپس، برای پنهان کردن آثار اشتباه مرگبار خود، جسدها را تا حد غیرقابل شناسایی مثله و صبح روز بعد با بوق و کرنا ارمنیان را مسئول این جنایت معرفی کرده‌اند.»
واقعیت اینست که قربانیان خوجالی در منطقه‌ای که تحت کنترل نیروهای آذری و ۱۱ کیلومتر دور از دسترس نیروهای دفاعی قره باغ بود به خاک افتادند. وقوع این فاجعه در زمانی بود که جنگ قدرت بین دولت وقت آذربایجان به رهبری ایاز مطلب‌اف و ابوالفضل ایلچی‌بیگ به اوج خود رسیده و طرفین از هیچ چیز برای ضربه زدن به یکدیگر رویگردان نبودند. اوضاع وقت خوجالی موقعیت ایدآلی را برای طرفداران ایلچی بیگ فراهم آورد.
واحدهای ارتش آذربایجان برخوردی سبعانه با افرادی که به سمت آقدام در حرکت بودند داشتند. چه طراحی شده و چه ناخواسته واحدهای رزمی آذربایجان باعث این تراژدی شدند.
ایرادی که پاره‌ای از سازمان‌های دیدبان حقوق بشر به نیروهای ارمنی می‌گیرند این است که ولو اینکه نیروهای آذری مردمشان را آگاهانه دم گلوله توپ گذاشته بودند و ولواینکه تشخیص افراد مسلح از غیر مسلح در آن هرج و مرج آسان نبوده، ارمنیان کلاً نمی‌بایستی روی آذری‌ها آتش می‌گشودند، چون به هرحال امکان داشت که افراد بی گناه در این میان قربانی شوند.
سلیمان عباس اف، از ساکنان خوجالو، شکایت می‌کرد که:
«چند روز مانده به جنگ خوجالو، بلندگوهای ارتش ارمنیان خبر حملة نهایی برای اشغال خوجالو و اختصاص دالان فرار برای ساکنان غیرنظامی دهکده را پخش می‌کردند و در حالیکه بالگردهای ارتش ما بارها بر فراز خوجالو در پرواز و ناظر بر اوضاع بودند، کسی را نگران سرنوشت خود نمی‌دیدیم. درآن شرایط نه فقط قدمی برای نجات ما برداشته نشد، هیچ کمکی دریافت نکردیم و بدتر از همه، هنگامی که امکان خروج زنان، اطفال و افراد سالخورده از مسیر دالان فرار وجود داشت، ما را به ماندن ترغیب می‌کردند.»
تحریک افکار عمومی آذربایجان و اصرار در ایجاد نفرت و نژادپرستی نمی‌تواند حقایق گزارش شده از سوی خبرنگاران آزاد آذربایجانی و ناظران بین‌المللی را پنهان نماید.
عین‌الله فتح‌الله اف، خبرنگار آذربایجانی، در بهار ۲۰۰۵م از خوجالو بازدید و با بازماندگان جنگ مصاحبه کرد. او پس از بازگشت به باکو مقاله‌ای از قول پناهندگان نفتالان با این مضمون نوشت:
«آنها چند روز مانده به نبرد خوجالو با بلندگوهایشان از ساکنان غیر مسلح شهر می‌خواستند که شهر را از طریق دالان امن رودخانه کارکار ترک کنند. اگر ساکنان شهر از طریق دالان امن شهر را ترک می‌کردند ارتش آزادی‌بخش ارمنیان قره باغ بر روی آن‌ها آتش نمی‌گشود ولی نمی‌دانیم چرا برخی از سربازان جبهه نخست آذربایجان آن‌ها را به سمت شهر نخجوانیک، که در اشغال ارتش ارمنیان بود، حرکت می‌دادند. تنها راه امن خروج از مهلکه از میان نیروهای ارمنی، بدون درگیری، تضمین شده بود ولی گویا سربازان جبهه ملی آذربایجان دریای خون هم وطنان را برای مرگ سیاسی رئیس‌جمهور مطلب اف فراهم می‌ساختند.»
طبق گزارش‌ها، اکثر ساکنان شهر نیز از طریق این معبر شهر را ترک کردند.
حدود۸۰۰ – ۷۰۰ نفر از ساکنان شهر، از جمله ۳۰۰ ترک‌های مسختی که قادر به ترک شهر نشده بودند توسط نیروهای دفاعی قره باغ به استپاناکرت منتقل و موقتاً درآنجا اسکان داده شدند.
چند روز بعد، آوارگان آذری بدون هیچ گونه قید و شرطی از طریق کمیته بین‌المللی صلیب سرخ به مقامات آذربایجان تحویل گردیدند. رویداد مزبور را سازمان حقوق بشر مستقر در مسکو به نام انجمن یادبود گزارش نموده‌است.
(دانا مازالووا) می‌گوید: «بسیاری از اجساد فراریان خوجالو، در نزدیکی شهر آقدام که در اختیار ارتش آذربایجان دیده شده بود. از فاصله کم به زانوی آن‌ها شلیک شده و گویا کسانی می‌خواسته‌اند از فرار آن‌ها جلوگیری کنند. همکاران من در ۲۹ فوریه از این اجساد فیلم‌برداری کرده‌اند. سه روز بعد وقتی در ۲ مارس دوباره از آن اجساد فیلم‌برداری می‌کردیم لباس اجساد را کنده، بدنها را تکه‌تکه کرده و حتی پوست سر آن‌ها را نیز کنده بودند! و همه اینها در مناطق تحت اشغال نیروهای آذربایجان اتفاق افتاده بود.»
ایاز مطلب‌اف می‌گوید: «همه اینها از پیش برای برکناری من از قدرت طراحی شده بود. با شناختی که از ارمنیان دارم بعید می‌دانم که آن‌ها این چنین آشکارا آثار جنایت خود را در اختیار ما قرار داده باشند. اگر اعلام کنم که همه تقصیرها بر گردن مخالفان دولت من است، مرا متهم به افتراء بستن خواهند کرد ولی از حقایق نمی‌توان گذشت. مسلم است که ارتش ارمنیان قره باغ دالان امنی را برای خروج ساکنان بی دفاع به وجود آورده بودند و دلیلی برای شلیک به سوی آن‌ها نداشتند.
به محض محاصره خوجالو از سوی تانک‌های ارمنی، می‌بایست اقدام به خروج ساکنان بی دفاع از شهر می‌شد.»
ادعا شده که نیروهای روسی (هنگ موتوریزه ۳۶۶ شوروی سابق) نیز درگرفتن شهر خوجالی شرکت داشته‌اند.
هنگ موتوریزه یاد شده در نزدیکی استپاناکرت، پایتخت قره باغ مستقر و خود آماج آتشبارهای ارتش آذربایجان قرارداشت و تلفاتی هم متحمل شده بود. بعد از این تلفات، از مرکز فرماندهی روسی به هنگ دستور داده می‌شود که پاسخ آتش توپخانه آذری را بدون خروج از پایگاه خودشان بدهند. جدال آتشبارهای دو طرف (طرف آذری و روسی) چند روز قبل از سقوط شهر را ساکنان فراری خوجالی گزارش داده‌اند.
به نظر می‌آید که دلیل نشر این اطلاعات غیرواقع این باشد که اول: مدافعان شکست خورده خوجالی عملکرد، و در واقع بی عملی خود را نزد هموطنانشان بتوانند توجیه کنند و دوم: این اولین بار بود که آنان می‌دیدند نیروهای دفاعی قره باغ از ادوات و خودروهای زرهی استفاده می‌کنند.

## بازسازی مسجد جامع شوشی
مسجد جامع شوشی یا مسجد پناه خان اشاره کرد. آغاز ساخت این بنای که احتمالاً در ۱۱۸۲ق/ ۱۷۶۸م به دست ابراهیم خلیل جوانشیر افتتاح شده، به سال ۱۱۶۹ق، در دورهٔ پناه خان، بازمی‌گردد. بنای عظیم این مسجد، که آن را مسجد گوهریه نیز می‌نامند، در میدان قدیمی و اصلی شهر واقع شده‌است.
مسجد گوهریه، که بسیاری از دولتمردان باکو آن را ویرانه‌ای بیش نمی‌دانند و در تمامی رسانه‌ها و اخبار خود ارمنیان را به تخریب آن متهم می‌کنند، هم‌اکنون بازسازی شده‌است و هیچ‌گاه نیز مورد بی‌احترامی ارمنیان قره باغ قرار نگرفته. با توجه به اطلاعاتی که از ۱۹۹۸م در دست است این مسجد به علت جنگ و عدم استفاده تقریباً به مخروبه‌ای تبدیل شده بود که خوشبختانه دولت قره باغ، با به وجود آوردن آرامش، از ۲۰۰۶م شروع به بازسازی آن کرده‌است. تعمیر سقف، خاکبرداری از صحن مسجد، تعمیر کتیبه‌های آسیب دیده، صاف کردن سنگ قبرهای افتاده و نصب پله‌های جدید از جمله اقداماتی بود که این مسجد مخروبه را به بنایی قابل قبول در شأن نام یک مسجد تبدیل کرده‌است.

## نابودسازی فرهنگی درمنطقهٔ نخجوان

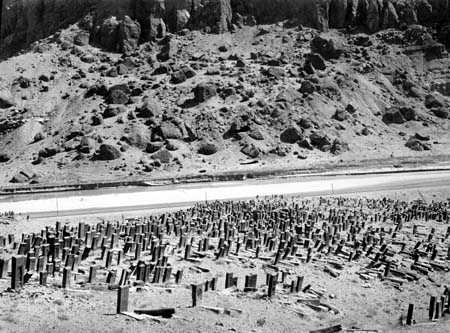
چلیپاسنگ‌ها در منطقهٔ جلفا سال۱۹۱۵م

پس از استقلال جمهوری‌های سابق شوروی و آغاز مناقشهٔ قره‌باغ، ارمنیان باقی‌مانده در نخجوان نیز از این منطقه اخراج شدند. طی سال‌های پس از استقلال، جمهوری آذربایجان با پیروی از سیاست‌های ترکیه برای اثبات عدم تعلق ارمنیان به این منطقه و نبود پیشینه‌ای از آنان اقدام به تخریب بناهای تاریخی به جای مانده از ارمنیان در ابعاد بسیار وسیع کرد.
حد نهایت این نابودسازی فرهنگی در منطقهٔ جلفا اتفاق افتاد. در کنارهٔ رود ارس و در نزدیکی خط مرزی ایران، حدود سه هزار چلیپاسنگ (سنگ صلیب) مربوط به سده‌های نهم تا شانزدهم میلادی قرار داشت که آثاری منحصر به فرد محسوب می‌شدند.
در ۱۹۹۸م جمهوری آذربایجان با کمک ماشین‌آلات سنگین پس از خرد کردن این چلیپاسنگ‌ها شروع به حمل آن‌ها با قطار به محلی نامعلوم کرد که با اعتراض دولت ارمنستان و دخالت یونسکو تخریب این چلیپاسنگ‌ها متوقف شد اما به دلیل عدم قاطعیت سازمان‌های بین‌المللی در جلوگیری از نابودسازی فرهنگی درمنطقهٔ نخجوان دولت آذربایجان تخریب این آثار را از سر گرفت و در نوامبر ۲۰۰۴م، با اعزام حدود دویست سرباز طی چند روز کلیهٔ سنگ‌صلیب‌ها خرد شد، آن‌ها را به داخل رود ارس ریختند و سپس، در محل این آثار با ارزش تاریخی میدان تیر بنا کردند.

## قتل گورگن مارگاریان
در قبال رامیل صفرف افسر جمهوری آذربایجان نیز چنین برخوردی انجام گرفت. او که در ۱۹ فوریه ۲۰۰۴ در دوره آموزش زبان انگلیسی سازمان ناتو شرکت کرده بود، تبری خریداری کرد و گورگن مارگاریان افسر ارمنی هم دوره‌ای خود را در خواب به قتل رساند.
دادگاه او را به حبس ابد محکوم کرد؛ ولی وی از سوی مقامات مجارستان به جمهوری آذربایجان تحویل داده شد. پس از ورود به کشور از او استقبالی همچون یک قهرمان ملی به عمل آمد. جمعیتی که در خیابان‌ها حضور یافته بود علاقه خود را به صفرف ابراز داشتند و دولت آذربایجان نیز به وی منزلی جدید اهدا کرده و با پرداخت حقوق معوقه هشت ساله درجه نظامی او را نیز ارتقاء داد.
مقدمات این بازگشت غرور آفرین مدت‌ها پیش تدارک دیده شده بود. براساس تبلیغات رسانه‌های جمهوری آذربایجان، گورگن مارگاریان پرچم آذربایجان را مورد اهانت قرار داد بود. ادعایی که هیچ‌گاه در دادگاه به اثبات نرسید.
از هر سو که بنگریم آنچه که مورد اصابت ضربات تبر قرار گرفته نه گورگن مارگاریان بلکه حقوق بین‌الملل است. مجارستان که هم اینک غرق در بدهی است وعده‌هایی برای کمک مالی از جمهوری آذربایجان دریافت کرده بود. از جمله این که جمهوری آذربایجان اوراق قرضه دولتی این کشور به ارزش سه میلیارد دلار را خریداری کرده‌است.
در نتیجه این تصمیم پر حاشیه دولت مجارستان با انتقاد پارلمان اروپا و دیگران روبرو شد و ارمنستان روابط خود با این کشور را به حالت تعلیق درآورد.
پس از اتخاذ این تصمیم همه آحاد ملت ارمنی در معرض حمله قرار دارند.
پیام این تصمیم این چنین است:
«یک ارمنی را مورد هدف قرار بده و ترفیع درجه بگیر، این است عدالت موجود در جمهوری آذربایجان.»

## اکرام آیلیسی و کتاب رویاهای سنگی
اکرام آیلیسی نویسنده‌ای است آذربایجانی که برای بیان واقعیات مربوط به رویدادهای فاجعه بار سال ۱۹۸۸–۱۹۹۰ سومقاییت و باکو با به مخاطره انداختن جان و مال خود و بستگانش قلم به دست گرفت و رمانی را تحت عنوان رویاهای سنگی به رشته تحریر درآورد.
اکرام آیلیسی
اکرم آیلسلی تنها کسی نیست که به اعمال غیرانسانی جمهوری آذربایجان واقف باشد. بسیاری از شهروندان جمهوری آذربایجان مخالف سیاست‌های ارمنی ستیزی دولتمردان باکو بوده و خواهان افشاء حقایق مسکوت مانده می‌باشند.
اکرام آیلیسی در مصاحبه‌ای با یکی از رسانه‌های باکو در ارتباط با کتاب خود چنین گفته‌است:
«آثار ادبی را نمی‌توان در قالبهای سیاسی گنجاند. این غیرقابل قبول است. هر کس قانوناً «مجاز به خلق آثار خود است و در قانون اساسی صریحاً» به این موضوع اشاره شده‌است. اگر به من احترام قایل نیستند، اقلاً به قانون اساسی احترام بگذارند.»

## بررسی کتاب‌های درسی جمهوری آذربایجان
از مطالعهٔ کتاب‌های درسی تاریخ جمهوری آذربایجان این گونه استنباط می‌شود که در این کتاب‌ها از تشکیل کشور آذربایجان نوین در آینده، که بخشی از خاک ارمنستان، گرجستان، روسیه و ایران را در بر می‌گیرد، به صورت علنی و آشکار صحبت شده‌است.
مساحت مورد ادعا برای تشکیل آذربایجان بزرگ بین ۵۱۴ تا ۵۴۰ هزار کیلومتر مربع است که در این میان چهارصد هزار کیلومتر مربع از خاک ایران، ۸۶٬۶۰۰ کیلومتر مربع مساحت جمهوری آذربایجان فعلی، ۷٬۹۰۰ کیلومتر مربع از اراضی ارمنستان ـ چخور سعد تاریخی ـ ۸٬۷۰۰ کیلومتر مربع از اراضی قوبرنیای تفلیس شامل قرایازی، آخالکالاکی و بخش جنوبی سیقناق و مابقی هم اراضی داغستان روسیه را در بر می‌گیرد.
مشخصات عمومی کتاب‌های درسی تاریخ جمهوری آذربایجان:
- ادعای ارضی برای تشکیل آذربایجان بزرگ
- تلاش برای ایجاد آذربایجان نوین
- مواضع ضد دینی
- ایران‌ستیزی
- تفسیر خاص از جنگ‌های ایران و روس
- برتری نژادی
- تفسیر خاص از انقلاب اسلامی ایران
- تفسیر خاص در مورد فرقه دموکرات آذربایجان
- عدم پرداختن به باورهای دینی
- مصادرهٔ شخصیت‌ها
- عثمانی به مثابهٔ نجات‌دهندهٔ آذربایجان